# Hundkoja

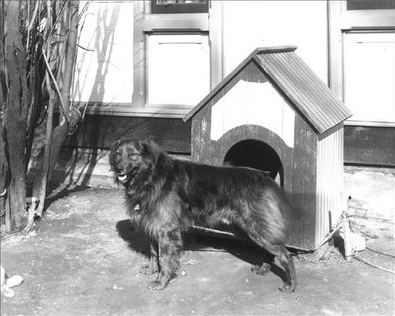
En hund utanför hundkoja i trä.

En hundkoja är ett litet skjul för att ge väderskydd åt en hund.

## Bandhundar
Hundar som får stå kopplade vid en hundkoja kallas bandhund.

### Bandhundar i Sverige
Detta sätt att hålla hund är förbjudet i Sverige enligt Djurskyddslagen. Lagändringen föregicks av en mångårig debatt om bandhundar.

## Hundkoja inom populärkulturen
Den tecknade seriefiguren Snobben brukar vistas på taket till sin hundkoja.